# Parawana
El parawana (aroaki) és una llengua extingida de les llengües arawak del Brasil que es parlava a la regió del riu Anauá, un afluent del baix riu Branco.Alguns grups d'aroaqui també es van localitzar al voltant de la desembocadura del riu Amazones a prop de Macapá.:18
Johann Natterer (1832) va recollir una llista de paraules el 1832.
Aroaqui i parawana estan estretament relacionades i poden ser el mateix idioma.